# B2M娛樂
B2M Entertainment成立於2010年，公司名B2M全稱Boss it Music & Media，為韓國藝人經紀公司。總代表吉鐘華（原DSP理事，曾擔任Fin.K.L、水晶男孩、SS501、KARA經紀人）、代表理事姜志勳（前國會議員秘書官，前青瓦台行政官）、理事尹祐澤 (前DSP經紀人)、理事金亨國（前SM Entertainment組長）、顧問江東具（現律師）。

## 歷史沿革

### 創立初期
2009年9月26日，媒體報導原DSP媒體理事吉鐘華離開DSP後準備成立吉娛樂(暫稱，길엔터테인먼트、Gil Entertainment)，由於吉鐘華是李孝利在Fin.K.L出道時期所屬公司的經紀人，李孝利基於義氣，預計在與Mnet媒體的專屬合約於11月底到期後，加入吉娛樂 。
2010年李孝利與創立B2M娛樂的吉鐘華簽訂了專屬合同，加入B2M Entertainment。隨後加入了SS501的許永生和金圭鐘。
2012年1月10日公開由五名成員組成的女子團體SPICA首張數位單曲《狠毒地》，同年2月9日以迷你一輯《Russian Roulette》正式出道。
2012年7月，Eric Nam 參加韓國電視節目《偉大的誕生》第二季中獲得前五名後，於同年9月與B2M Entertainment簽約，並於2013年1月26日出道。
2014年10月14日與原KARA妮可簽訂專屬合約，並開始籌備新專輯中。11月19日，妮可發行首張個人韓語迷你專輯《First Romance》，同天還舉辦個人出道showcase。

### 與 CJ E&M 合作時期
2015年9月18日，CJ E&M宣布與B2M娛樂簽訂事業合作協議，將進行戰略性合作。B2M代表吉鐘華將會參與管理CJ E&M所屬的SG Wannabe和Davichi，B2M旗下藝人 Eric Nam、 SPICA 的音樂作品未來仍由 B2M Ent. 進行製作，CJ E&M 則負責行銷部分。CJ E&M與B2M娛樂雙方保持業務發展合作夥伴關係。同年12月CJ E&M音樂事業本部宣佈與ERIC NAM和SPICA簽署專屬合約，表示：「CJ E&M音樂事業本部在本次簽約中部分改進了與藝人、下屬品牌之間的合約簽署體系。歌手的專屬合約是與CJ E&M簽訂，但具體的音樂活動和演藝事業管理仍像之前一樣由其品牌 (B2M娛樂) 負責，CJ E&M會提供可靠的經濟支援和透明的結算系統，讓藝人可以心無旁騖地投入音樂活動之中。目前，CJ E&M音樂事業本部旗下的歌手有SG Wannabe、Davichi、Roy Kim、ERIC NAM、SPICA、孫浩英、洪大光、朴寶藍、WABLE等」。此說，ERIC NAM和SPICA同屬CJ E&M與B2M娛樂雙方共同擁有性質，另外原B2M所屬練習生則轉移至CJ E&M旗下的MMO娛樂 。
2016年3月，B2M官方網站無預警關閉，官方Twitter、Facebook也在無說明的狀況下停止營運。
2017年2月8日，CJ E&M (CJ E&M MUSIC)與B2M娛樂於SPICA官方Facebook粉絲專頁宣告與SPICA解除合約，成員將專注於個人活動
2018年3月27日，Davichi宣布與CJ E&M與B2M娛樂續約。

### 現況（停業）
在2016年3月B2M官方網站無預警關閉後，代表理事吉鐘華在2017年7月開始以MMO娛樂代表的身分出現在報導中，故有一說為B2M已於2017年6月30日結束營業。吉鐘華代表亦以Stone Music娛樂執行製作人（Executive Producer）的身份出現在JBJ的專輯中。原B2M經理與職員如盧賢俊（노현준）、정천영、楊鐘善（양종선）皆以MMO所屬身份工作，一般認定B2M已被CJ E&M的MMO娛樂完成整併。
根據韓國國家信息及信用評價有限公司（NICE）的報告，B2M已經停業。以B2M娛樂名義企劃發行的最後一張音樂作品為Eric Nam的第三張迷你專輯《Honestly》，於2018年4月11日發行。原B2M娛樂與CJ E&M音樂事業部門（後稱Stone Music Entertainment）聯合管理的藝人，包含SG Wannabe、Davichi、Eric Nam則轉至MMO娛樂於2018年4月16日登記設立的子公司 Lime Music Entertainment（라임뮤직엔터테인먼트）旗下。

### 作曲家
- Steven Lee（英语：Steven Lee (music producer)）
- 金太完
- Sweetune（朝鲜语：스윗튠）

## 已離開藝人
- 李孝利
- 許永生
- 金圭鐘
- SPICA
- Eric Nam
- Davichi
- SG Wannabe
- 妮可（Kara成員）

## 已離開練習生
- 尹智聖[14]（PRODUCE 101 (第二季)、Wanna One）
- 崔泰熊[15]（PRODUCE 101 (第二季)、Chrome娛樂、青空少年）
- (朱抮玗，PRODUCE 101 (第二季)、Finecut娛樂)
- 金宰漢[17]（OneVoices、PRODUCE 101 (第二季)、WYNN娛樂、Spectrum）
- 姜丹尼爾[18]（PRODUCE 101 (第二季)、Wanna One）
- 林昭瑛（The Entertainment Pascal、Stellar）
- 李慧彬（MLD娛樂、MOMOLAND）
- 李耀漢（AIVAN，Evermore Music）
- 李然偶（L:ambda，W娛樂、AlphaBAT）
- 李娥允（MAXIM娛樂、模特兒）

## 外部連結
- B2M Entertainment Oiffical website（页面存档备份，存于）
- b2ment twitter（页面存档备份，存于）
- B2M Entertainment Official YouTube channel（页面存档备份，存于）
- B2M娛樂的Facebook專頁